# Jean-Jacques Conceição
Jean-Jacques Conceição (Kinshasa, República democrática del Congo, 3 de abril de 1964) es un exbaloncestista angoleño  que medía 2,02 m y cuya posición en la cancha era la de ala-pívot. Considerado como uno de los mejores jugadores africanos de la historia, y auténtica leyenda en Angola, donde consiguió ser 7 veces campeón de África, además de conseguir un bronce, también participó en 3 mundiales y 2 juegos olímpicos con Angola.